# Вербова, Ольга Григорьевна
Ольга Григорьевна Вербова (урождённая Хохлова, род. 9 мая 1950, Фрунзе) — заслуженный тренер России, мастер спорта международного класса СССР по волейболу, мать Алексея Вербова.

## Биография
Родилась 9 мая 1950 года во Фрунзе. Приехала в Москву в 1969 году, стала победительницей молодежного чемпионата Европы. Тренер Мирон Винер предложил спортсменке продолжить карьеру в Москве. В 1974 году в составе ЦСКА стала чемпионкой СССР.
Окончила Московский областной институт физической культуры.
До 1982 года играла за сборную СССР и за ЦСКА. Причиной прекращения игровой карьеры стала травма голеностопа, из-за которой Вербова не смогла войти в национальную сборную перед Летними Олимпийскими играми 1980 года. В 1980-х годах началась ее тренерская работа в детско-юношеской спортивной школе по улице Алабяна, где она стала работать тренером для мальчиков.
31 января 1982 года у Ольги Вербовой родился сын Алексей Вербов. Вербова также была тренером первой команды, в которой играл ее сын — МГФСО-2. Помимо Алексея Вербова, в ней играли Тарас Хтей, Антон Куликовский и Вячеслав Кургузов.
По состоянию на ноябрь 2013 года Вербова — старший тренер СДЮСШОР № 73. Тренирует команду «Динамо-Виктория».

## Награды
- Благодарность Президента Российской Федерации (4 января 2024 года) — за залуги в области физической культуры и спорта, многолетнюю добросовестную работу[7]